# جان ریچ
جان ریچ (به انگلیسی: John Rich) متولد ۷ ژوئیه ۱۹۷۴ در آماریلو، تگزاس در ایالت تگزاس است. او از خوانندگان سبک کانتری است که از سال ۱۹۹۲ شروع به فعالیت هنری کرده است.
او در سال ۲۰۱۱ در برنامه سلبریتی‌اپرنتایس توانست ۱،۲۶۱،۹۰۸ دلار برای خیریه خود جمع آوری کند.